# Torrota de l'Obac
La Torrota de l'Obac s'ubica al terme municipal de Terrassa, al Vallès Occidental. A pocs metres hi termeneja el municipi de Vacarisses. És una torre fortificada, segurament bastida entre el segle X i XII al nord del terme municipal i és considerada BCIN. La planta és rectangular i lleugerament atalussada. A la façana de migdia s'obre una finestra d'arc de mig punt adovellada. Aquesta torre hi ha una porta de ferro que clou el pas al seu interior. Mantenia contacte visual amb la Torrota i antigament es comuncaven òpticament. També hi ha una llegenda associada.